# Associazione Sportiva Biellese 1930-1931
Questa pagina raccoglie i dati riguardanti l'Associazione Sportiva Biellese nelle competizioni ufficiali della stagione 1930-1931.

## Rosa
| N. |                   | Ruolo | Calciatore           |
| -- | ----------------- | ----- | -------------------- |
|    | Italia (bandiera) | P     | Bruno Agnello        |
|    | Italia (bandiera) | D     | Andrea Baggiore      |
|    | Italia (bandiera) |       | Cena                 |
|    | Italia (bandiera) | A     | Luigi Comello        |
|    | Italia (bandiera) | C     | Rinaldo Costanzo     |
|    | Italia (bandiera) | C     | Secondo Finotto (II) |
|    | Italia (bandiera) | A     | Silvio Finotto (III) |
|    | Italia (bandiera) | C     | Giovanni Gaia        |
|    | Italia (bandiera) | C     | Domenico Greppi      |

| N. |                   | Ruolo | Calciatore          |
| -- | ----------------- | ----- | ------------------- |
|    | Italia (bandiera) | A     | Natale Gruppo       |
|    | Italia (bandiera) | A     | Emilio Marini       |
|    | Italia (bandiera) |       | Mercandino          |
|    | Italia (bandiera) | C     | Zeffirino Paulinich |
|    | Italia (bandiera) | D     | Luigi Roasio        |
|    | Italia (bandiera) |       | Santagostino        |
|    | Italia (bandiera) | A     | Scaramuzzi          |
|    | Italia (bandiera) | A     | Severino Tibi       |
|    | Italia (bandiera) | P     | Mario Vialardi      |

## Risultati

### Prima Divisione

#### Girone C

##### Girone di andata
| Arbitro: | Scotto (Savona) |

|                    |           |              |
| Finotto III Greppi | Marcatori | Aliverti III |

| Milano 5 ottobre 1930 2ª giornata | Isotta Fraschini | 0 – 0 referto | Biellese |  |

| Gallarate 12 ottobre 1930 3ª giornata | Gallaratese        | 1 – 0 referto | Biellese | \| Arbitro: \| Giannelli (Genova) \| |
| Arbitro:                              | Giannelli (Genova) |               |          |                                      |

| Biella 19 ottobre 1930 4ª giornata           | Biellese  | 1 – 1 referto | Comense | Campo Sportivo Rivetti |
| \| \| \| \| \| Tibi \| Marcatori \| Cetti \| |           |               |         |                        |
|                                              |           |               |         |                        |
| Tibi                                         | Marcatori | Cetti         |         |                        |

| Arbitro: | Salvatori (Genova) |

|                    |           |                |
| Finotto III Greppi | Marcatori | Scalvi Rizzini |

| Varese 2 novembre 1930 6ª giornata | Varese               | 3 – 0 referto | Biellese | \| Arbitro: \| Delle Mole (Vicenza) \| |
| Arbitro:                           | Delle Mole (Vicenza) |               |          |                                        |

| Arbitro: | Ziglioli (Milano) |

|        |           |  |
| Marini | Marcatori |  |

| Arbitro: | Carrara |

|               |           |         |
| Protti ?’, ?’ | Marcatori | Comello |

| Lodi 23 novembre 1930 9ª giornata | Fanfulla          | 0 – 0 referto | Biellese | \| Arbitro: \| Armani (Rovereto) \| |
| Arbitro:                          | Armani (Rovereto) |               |          |                                     |

| Arbitro: | Canetta (Alessandria) |

|  |           |       |
|  | Marcatori | Visca |

| Monza 7 dicembre 1930 11ª giornata | Monza             | 0 – 0 referto | Biellese | \| Arbitro: \| D'Indri (Venezia) \| |
| Arbitro:                           | D'Indri (Venezia) |               |          |                                     |

| Arbitro: | Papa |

|                         |           |            |
| Greppi Gruppo Tibi Gaia | Marcatori | Portaluppi |

| Crema 21 dicembre 1930 13ª giornata | Crema             | 1 – 0 referto | Biellese | \| Arbitro: \| Gianelli (Genova) \| |
| Arbitro:                            | Gianelli (Genova) |               |          |                                     |

##### Girone di ritorno
| Lecco 4 gennaio 1931 14ª giornata | Canottieri Lecco | 6 – 0 referto | Biellese |  |

| Arbitro: | Legezza (Torino) |

|  |           |                          |
|  | Marcatori | ?’ (aut.) Paulinich Sora |

| Arbitro: | Rovero (Voghera) |

|                |           |  |
| Comello Greppi | Marcatori |  |

| Arbitro: | Bernatto (Venezia) |

|                      |           |        |
| Romano Bonardi Cetti | Marcatori | Gruppo |

| Arbitro: | Veritti (Udine) |

|  |           |                             |
|  | Marcatori | ?’, ?’ Costanzo Tibi Greppi |

| Arbitro: | Benghi |

|                                |           |            |
| Gruppo Tibi Finotto III ?’, ?’ | Marcatori | Bizzozzero |

| Desio 1 marzo 1931 20ª giornata | Desio     | 0 – 0 referto | Biellese | \| Arbitro: \| Gargerino \| |
| Arbitro:                        | Gargerino |               |          |                             |

| Arbitro: | Ziglioli (Milano) |

|                                    |           |           |
| Costanzo Gruppo Finotto III ?’, ?’ | Marcatori | Corsiglia |

| Arbitro: | Cassetta (Milano) |

|                         |           |  |
| Comello Costanzo Gruppo | Marcatori |  |

| Arbitro: | Rovero (Voghera) |

|                |           |  |
| Balbiari Poggi | Marcatori |  |

| Arbitro: | Berardi (Savona) |

|               |           |  |
| Greppi ?’, ?’ | Marcatori |  |

| Arbitro: | Gianelli (Genova) |

|        |           |                                     |
| Lietti | Marcatori | Costanzo ?’, ?’, ?’, ?’ Finotto III |

| Arbitro: | Casertelli (Varese) |

|  |           |                   |
|  | Marcatori | ?’, ?’ Moretti II |

## Statistiche

### Statistiche di squadra
| Competizione               | Punti | In casa | In casa | In casa | In casa | In casa | In casa | In trasferta | In trasferta | In trasferta | In trasferta | In trasferta | In trasferta | Totale | Totale | Totale | Totale | Totale | Totale | DR |
| Competizione               | Punti | G       | V       | N       | P       | Gf      | Gs      | G            | V            | N            | P            | Gf           | Gs           | G      | V      | N      | P      | Gf     | Gs     | DR |
| -------------------------- | ----- | ------- | ------- | ------- | ------- | ------- | ------- | ------------ | ------------ | ------------ | ------------ | ------------ | ------------ | ------ | ------ | ------ | ------ | ------ | ------ | -- |
| Prima Divisione - girone C | 26    | 13      | 8       | 2       | 3       | 25      | 12      | 13           | 2            | 4            | 7            | 11           | 19           | 26     | 10     | 6      | 10     | 36     | 31     | +5 |

### Statistiche dei giocatori
| Giocatore       | Prima Divisione | Prima Divisione |
| Giocatore       | Presenze        | Reti            |
| --------------- | --------------- | --------------- |
| B. Agnello      | 12              | -19             |
| A. Baggiore     | 23              | 0               |
| Cena            | 1               | 0               |
| Comello         | 23              | 3               |
| Costanzo        | 14              | 5               |
| S. Finotto (II) | 21              | 0               |
| Finotto (III)   | 16              | 10              |
| G. Gaia         | 24              | 1               |
| Greppi          | 20              | 7               |
| N. Gruppo       | 26              | 5               |
| Marini          | 5               | 1               |
| Mercandino      | 4               | 0               |
| Z. Paulinich    | 18              | 0               |
| Raviglione      | 3               | 0               |
| L. Roasio       | 23              | 0               |
| Santagostino    | 2               | 0               |
| E. Scaramuzzi   | 10              | 0               |
| S. Tibi         | 26              | 4               |
| M. Vialardi     | 14              | -12             |